# Kanton Le Fossat
Kanton Le Fossat (francouzsky Canton du Fossat) je francouzský kanton v departementu Ariège v regionu Midi-Pyrénées. Tvoří ho 13 obcí.

## Obce kantonu
- Artigat
- Carla-Bayle
- Castéras
- Durfort
- Le Fossat
- Lanoux
- Lézat-sur-Lèze
- Monesple
- Pailhès
- Sainte-Suzanne
- Saint-Ybars
- Sieuras
- Villeneuve-du-Latou